# 中南军政大学
中南军政大学，是1949年中南军区培养军政干部的学校。设总校及分校。

## 总校历史
1949年7月，东北军政大学的一、三、五团南下武汉，改称华中军政大学。1949年12月，又改为中南军政大学。后发展为汉口高级步兵学校。

## 第一分校
1951年中南军政大学第一分校改建第20步兵学校（商丘）。1952年改称第六步兵学校，校长王泮清，政委曹光化。1958年撤消。

## 第二分校
1951年中南军政大学第二分校改建第21步兵学校（信阳）。1952年改称第五步兵学校，校长翟毅，政委余潜/戴克明。

## 第三分校（湖南分校）
1949年8月，东北军政大学第一、第五团各一部进驻长沙，成立华中军政大学湖南分校。1950年1月改称中南军政大学湖南分校。任务为培训参军知识青年与学生、改造起义军官。学校执行军级权限。接收总校和湖南军区暨第十二兵团双重领导。校长肖劲光兼，政委黄克诚兼，副校长何德全，副校长兼教育长袁渊，副政委张平凯，政治部主任曹孟朴。设校部、政治部、供给部、卫生部。定编学员6000人，总队下辖4个大队，大队下辖5个中队。1950年6月结业。
- 第一总队：在长沙
- 第二总队：在南岳
- 第三总队：在长沙

1950年8月改属总校建制，改称中南军政大学第三分校。校长何德全，政委张驾伍，副校长兼教育长李敏，政治部主任曹孟朴。设政治部、训练处、院务处、供给处、卫生处。辖第一、第二、第三、第四大队和南岳大队。训练连以下军政干部2741人，学制六个月。

### 第二十二步兵学校
1951年4月，中南军政大学第三分校改建第二十二步兵学校。军级建制。受中南军区领导。校长翟毅东，政委张驾伍/相炜，副校长李敏/郑本炎。设训练部、政治部、校务部、干部管理处。辖第一、第二、第三、第四大队和南岳大队。训练连、排军事干部和政工干部共1795人，1952年4月毕业。1952年5月起，分两批接收连、营、团干部1900人，开展文化补习教育。

### 第四政治干部学校
1952年12月改编为第四政治干部学校。军级建制。受中南军区领导。校长由中南军区政治部副主任陶铸兼任（1953年5月由梁必业兼任），副校长相炜/郑本炎，教育长宋锡纯。设教育、组织、校务、干部4个部和4个学员大队。培训中南军区基层政工干部和部分军事干部。至1954年6月共培训干部2000余人。
1954年10月，重庆的第二政治干部学校并入第四政治干部学校，改称第一政治学校。受总政治部领导。1961年10月，驻长春市的第二政治学校并入本校，改称政治学校，校长梁必业，政委相炜。后相炜任校长兼政委。培训团以上政治机关及营连政工干部。1955年2月至1967年7月共培训13543人。1969年2月学校撤销。

## 第四分校
1951年中南军政大学第四分校改建第23步兵学校（南昌）。1952年改防空学校。1952年9月，第二十三步兵学校、华东军区第三防空学校（位于上海）训练处、第四军军直通信营和教导队在南昌望成岗合并建立中国人民解放军防空学校。任务是培养雷达、探照灯、地监哨部队的排长，轮训雷达和探照灯部队的连、营、团指挥干部。校长王智涛（华东防司副司令）、政委潘寿才（23步校政委），第一副校长李敏（23步校副校长），副校长姚知一（第四军参谋长）兼训练部部长，训练部副部长李克明（步校政治教育科长），政治部主任盛殿邦（23步校政治部主任），物质保障部部长刘万长、技术部部长王文倩（23步校教育长）、干部处处长李焕章（23步校政治部组织科长）、队列处处长桑文义（步校大队长）、各学员队。首席顾问希洛夫上校、兵器顾问鲍尔金诺夫上尉等4名苏联顾问。1952年9月中旬王智涛到任后，认为望城岗条件太差，距离南昌市区13公里沿途木桥承重极小，没有机场、没有市电，而且南昌供电容量太小，经中南军区同意，防空学校迁往武汉，进驻汉口市郊的赵家条中南军区高级步校家属区和市区的胜利街中南军区部队艺术学校营区。赵家条校区营建历时11个月，耗资123亿元旧币。1954年4月15日，防空学校全部迁来武汉，第一期开学，南昌望成岗改为防空部队预科学校。第一期开设高级班（团以上指挥干部）、政治队（培训营、连政治干部）、深造班（培训营、团指挥干部）、本科学员队（培训雷达探照灯排长，学制两年）。

## 第五分校
1949年10月，以南工团第一分团和东北军大第一团三营为基础组建华中军政大学广西分校。1949年12月上旬向社会招生。1950年1月改称中南军政大学第五分校，校址桂林市。校部设秘书、军教、管理科；政治部设组织、宣传、保卫科及宣传队；供给处设财政、军需、粮秣股；卫生处设医保、材料股和休养室。下辖6个学员大队，大队部设供给处、政治处，每大队编4至6个学员队。全校工作人员1310名，学员4268名，其中从社会上招收青年学生4038名， 从部队招收学员230名。历任校长：张云逸兼、袁渊、李廷赞；政治委员：张云逸兼、萧元礼。
1951年中南军政大学第五分校改建第24步兵学校（桂林），校长李廷赞。1953年1月防空部队党委向军委提交了成立高级防空学校的建议报告，一周后毛主席批示“同意”。1953年8月，第24步兵学校校长宁贤文率部分干部进京，开始选址和营房筹建。1953年12月军委批准校址在清河镇以北，西二旗和西三旗之间。1954年2月至4月步校后续人员抵京。1954年12月王智涛调任校长，政委李赤然（校党委书记）。

## 第六分校(广东分校)
1948年12月26日东北军政大学冀察热辽分校离开平庄进关，经平泉、喜峰口，1月2日到玉田、丰润。1月20日在杨村接收天津战役国民俘虏军官及家属9874人，至3月3日俘虏军官处理完毕，其中释放8652人，准备留用852人，留训201人，留用分配技术人员106人，逃亡48人，死亡8人。四期学员全部回原部队；三期工兵队100余人、参谋训练队330人分配到野战部队。1949年3月，东北军政大学冀察热辽分校改为第四野战军南下工作团第二分团，分团长赵复兴，政委李孔亮，副团长曹诚，副政委兼教务处长江峰，教务处长宋昕、卓明，总务处长彭泰元，总务处政委王健，在天津招收青年学生2000多人编为第1、第2、第3大队，各辖4个中队。1949年6月组建第4、第5大队接收华北大学1500名学生。7月下旬开始乘火车南下，8月1日陆续到汉口。8月中旬陆续开始分配到部队，少数分到地方。8月22日，中南军政大学副校长吴溉之传达二分团调广州改为军大分校，随叶剑英进军广东。1949年10月9日正式把二分团机构改为中南军政大学广东分校（广东军政大学）。1951年改建第25步兵学校（广州）。1952年改建军事体育学校。